# Pleopeltis pycnocarpa
Pleopeltis pycnocarpa är en stensöteväxtart som först beskrevs av Carl Frederik Albert Christensen, och fick sitt nu gällande namn av Alan Reid Smith. Pleopeltis pycnocarpa ingår i släktet Pleopeltis och familjen Polypodiaceae. Inga underarter finns listade.